# Jukka Paarma

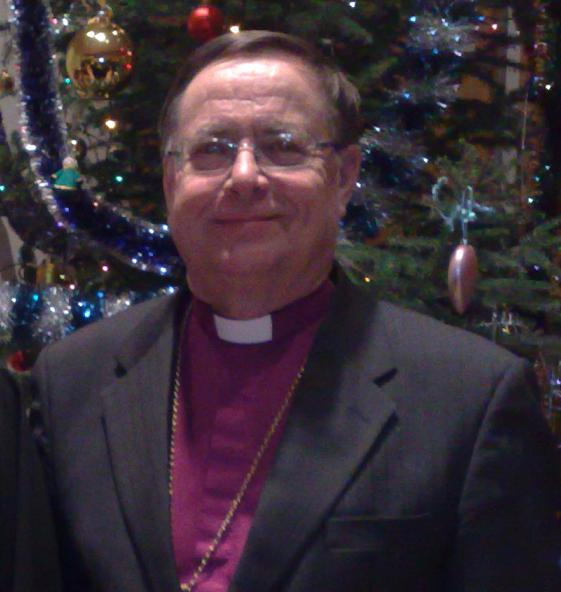
Jukka Paarma (2009)

Jukka Paarma (* 1. Dezember 1942 in Lappeenranta) ist ein finnischer Geistlicher. Er war Erzbischof des Erzbistums Turku.

## Leben
Nach seiner Schulzeit studierte Paarma evangelische Theologie in Finnland. Paarma war von 1998 bis 2010 Erzbischof und somit geistliches Oberhaupt für die ganze Evangelisch-Lutherische Kirche Finnlands.